# Фюльжени, Анжело
Анжело Фюльжени (фр. Angelo Fulgini; 20 августа 1996, Абиджан, Кот-д’Ивуар) — французский футболист, полузащитник клуба «Ланс».

## Клубная карьера

### Детство
Фюльжени родился в семье отца-француза итальянского происхождения и матери из Новой Каледонии, его юность прошла на юге Франции, затем по семейным обстоятельствам он переехал на север. Анжело заявил о себе играя за команду «Дуай». Технически превосходя своих партнёров по команде, его быстро заметили большие региональный клубы «Ланс», «Лилль» и «Валансьен», в который он перешёл в 2007 году. Там он привлёк внимание нескольких крупных европейских клубов, включая «Милан».

### «Валансьен»
Фюльжени дебютировал за «Валансьен» 16 января 2015 года, выйдя в стартовом составе против «Ниццы». В своём первом сезоне он сыграл 16 матчей в лиге.
29 июля 2015 года Анжело подписал свой первый профессиональный контракт с клубом сроком на 3 года. Он провёл достойный сезон и привлёк внимание других клубов, таких как «Монпелье» и даже «Ливерпуль».
21 апреля 2017 года Фюльжени забил хет-трик за 5 минут в матче против «Орлеана», этот хет-трик стал самым быстрым в истории Лиги 2.

### «Анже»
6 июля 2017 года Анжело подписал контракт с «Анже» сроком на 4 года. Спустя ровно месяц он дебютировал за клуб в матче против «Бордо» и отличился забитым голом.

### «Майнц 05»
12 июля 2022 года Фюльжени подписал четырёхлетний контракт с немецким клубом «Майнц 05». 18 июля 2022 года Анжело дебютировал за новый клуб в товарищеском матче против клуба «Ньюкасл Юнайтед».

### «Ланс»
1 февраля 2023 года Фюльжени перешёл в «Ланс» на правах аренды с правом выкупа до конца сезона. 5 февраля 2023 года Анжело дебютировал за новую команду в матче Чемпионата Франции против «Бреста». 9 февраля 2023 года он забил первый гол за «Ланс» в матче Кубка Франции против «Лорьяна». 25 февраля 2023 года Фюльжени забил первый гол в Чемпионате Франции, в матче против «Монпелье».